# 8 de julho
8 de julho é o 189.º dia do ano no calendário gregoriano (190.º em anos bissextos). Faltam 176 dias para acabar o ano.

## Eventos históricos

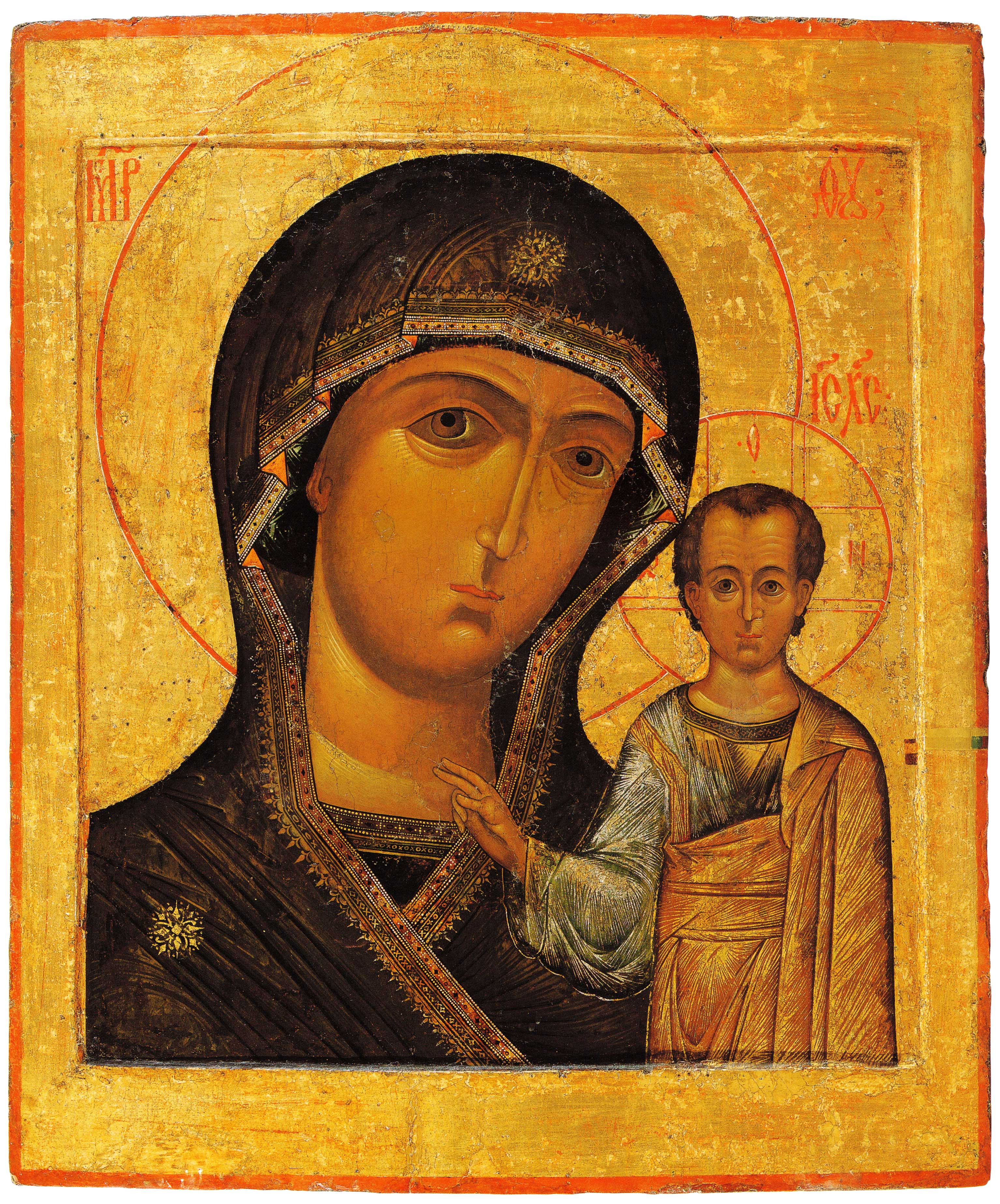
1579: Mãe de Deus de Cazã

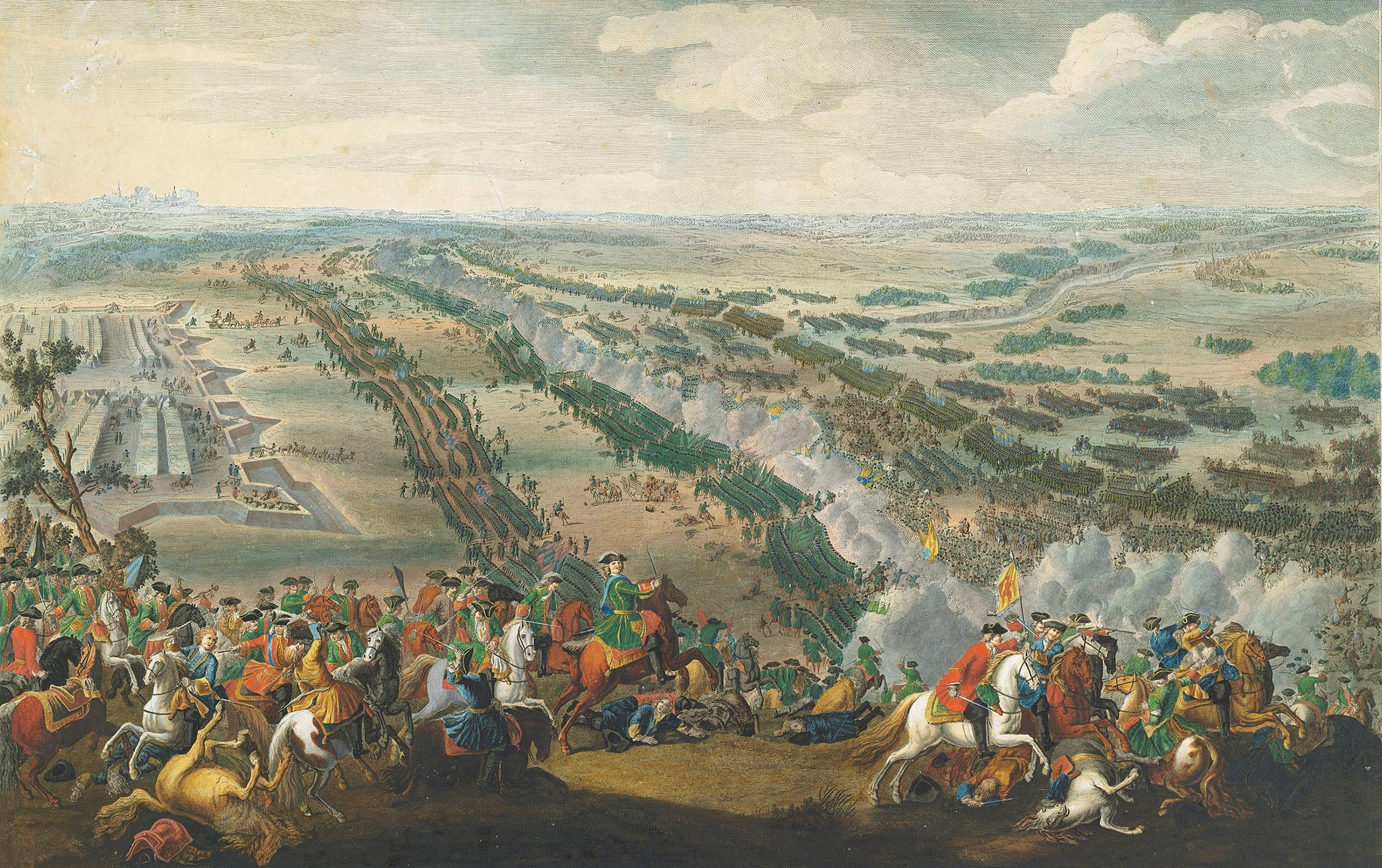
1709: Batalha de Poltava

- 1099 — Primeira Cruzada: cerca de 15 mil soldados cristãos morrendo de fome iniciam o cerco a Jerusalém marchando em uma procissão religiosa ao redor da cidade, enquanto seus defensores muçulmanos assistem.
- 1167 — Os bizantinos derrotam o exército húngaro de forma decisiva em Sirmio, forçando os húngaros a pedir a paz.
- 1283 — Rogério de Lauria, comandando a frota aragonesa, derrota uma frota angevina enviada para reprimir uma rebelião em Malta.
- 1497 — Vasco da Gama inicia a primeira viagem marítima da Europa à Índia.
- 1579 — Mãe de Deus de Cazã, um ícone sagrado da Igreja Ortodoxa Russa, é descoberta no subsolo da cidade de Cazã, no Tartaristão.
- 1709 — Pedro 1.º da Rússia derrota Carlos XII da Suécia na Batalha de Poltava, acabando efetivamente com a posição da Suécia como uma grande potência europeia.
- 1716 — A Batalha de Dynekilen força a Suécia a abandonar a invasão da Noruega.
- 1730 — Um terremoto de magnitude 8,7 estimado causa um tsunami que danifica mais de 1 000 km (620 milhas) da costa do Chile.[1]
- 1808 — José Bonaparte aprova o Estatuto de Baiona, uma Carta Régia que serve de base para seu governo como rei da Espanha.
- 1820 — O rei de Portugal, D. João VI, assina Carta Régia dando a capitania de Sergipe a emancipação política da capitania da Bahia.
- 1822 — Os ojíbuas entregam um enorme terreno em Ontário ao Reino Unido.
- 1853 — A Expedição Perry chega à baía de Edo com um tratado solicitando comércio.
- 1859 — O rei Carlos XV e IV ascende ao trono da Suécia-Noruega.
- 1879 — O veleiro USS Jeannette parte de São Francisco transportando uma malfadada expedição ao Polo Norte.
- 1889 — Publicada a primeira edição do jornal estadunidense Wall Street Journal.
- 1896 — Primeira exibição de cinema no Rio de Janeiro.
- 1912 — Henrique Mitchell de Paiva Couceiro lidera um ataque monarquista malsucedido contra a Primeira República Portuguesa em Chaves.
- 1932 — O índice Dow Jones atinge seu nível mais baixo na Grande Depressão, fechando em 41,22.
- 1937 — Turquia, Irã, Iraque e Afeganistão assinam o Pacto de Saadabad.
- 1947 — Notícias são transmitidas de que um objeto voador não identificado caiu em Roswell, nos Estados Unidos, no que ficou conhecido como o Caso Roswell.
- 1960 — Francis Gary Powers é acusado de espionagem resultante de seu voo sobre a União Soviética.
- 1965 — O voo 21 da Canadian Pacific Air Lines é destruído por uma bomba perto de 100 Mile House, Canadá, matando 52 pessoas.[2]
- 1972 — O Mossad israelense assassina o escritor palestino Ghassan Kanafani.
- 1975
  - Um sismo atingiu Pagan, na Birmânia, e danificou cerca de dois mil templos budistas.
  - Toma posse em Cabo Verde o governo chefiado pelo primeiro-ministro Pedro Pires.
- 1980 — O voo Aeroflot 4225 cai perto do Aeroporto Internacional de Almati, na então República Socialista Soviética do Cazaquistão (atual Cazaquistão), matando todas as 166 pessoas a bordo.[3]
- 1982 — Uma tentativa fracassada de assassinato contra o presidente iraquiano Saddam Hussein resulta no Massacre de Dujail nos meses seguintes.
- 1988 — O trem Island Express viajando de Bangalore para Kanyakumari descarrilha na ponte Peruman e cai no Lago Ashtamudi, matando 105 passageiros e ferindo mais de 200.[4]
- 1994 — Kim Jong-il começa a assumir a liderança suprema da Coreia do Norte com a morte de seu pai, Kim Il-sung.
- 2003 — O voo 139 da Sudan Airways cai perto do aeroporto de Porto Sudão durante uma tentativa de pouso de emergência, matando 116 das 117 pessoas a bordo.[5]
- 2011 — O ônibus espacial Atlantis faz sua última missão e decreta o fim da era dos ônibus espaciais da história da NASA.
- 2014 — Israel lança uma ofensiva contra a Faixa de Gaza em meio a crescentes tensões após o sequestro e assassinato de três adolescentes israelenses.
- 2021 — O presidente Joe Biden anuncia que a conclusão oficial do envolvimento dos EUA na Guerra do Afeganistão será em 31 de agosto de 2021.[6]
- 2022 — O ex-primeiro-ministro do Japão, Shinzo Abe, é assassinado enquanto discursava em Nara.

## Nascimentos

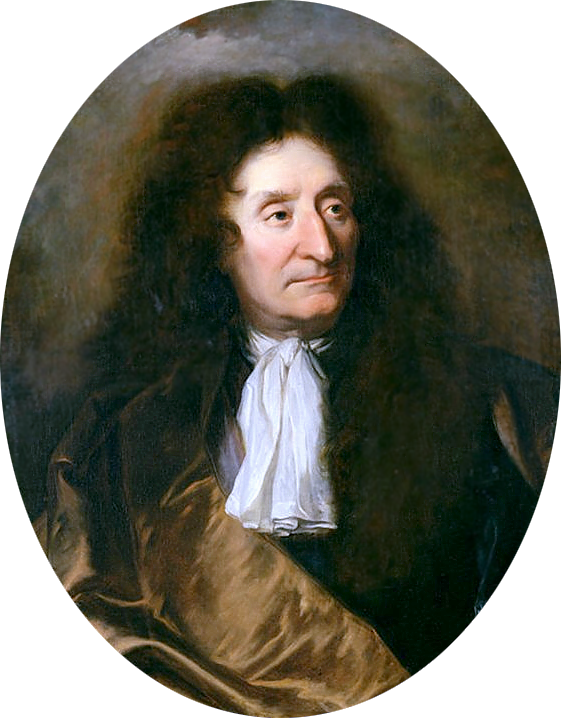
Jean de La Fontaine

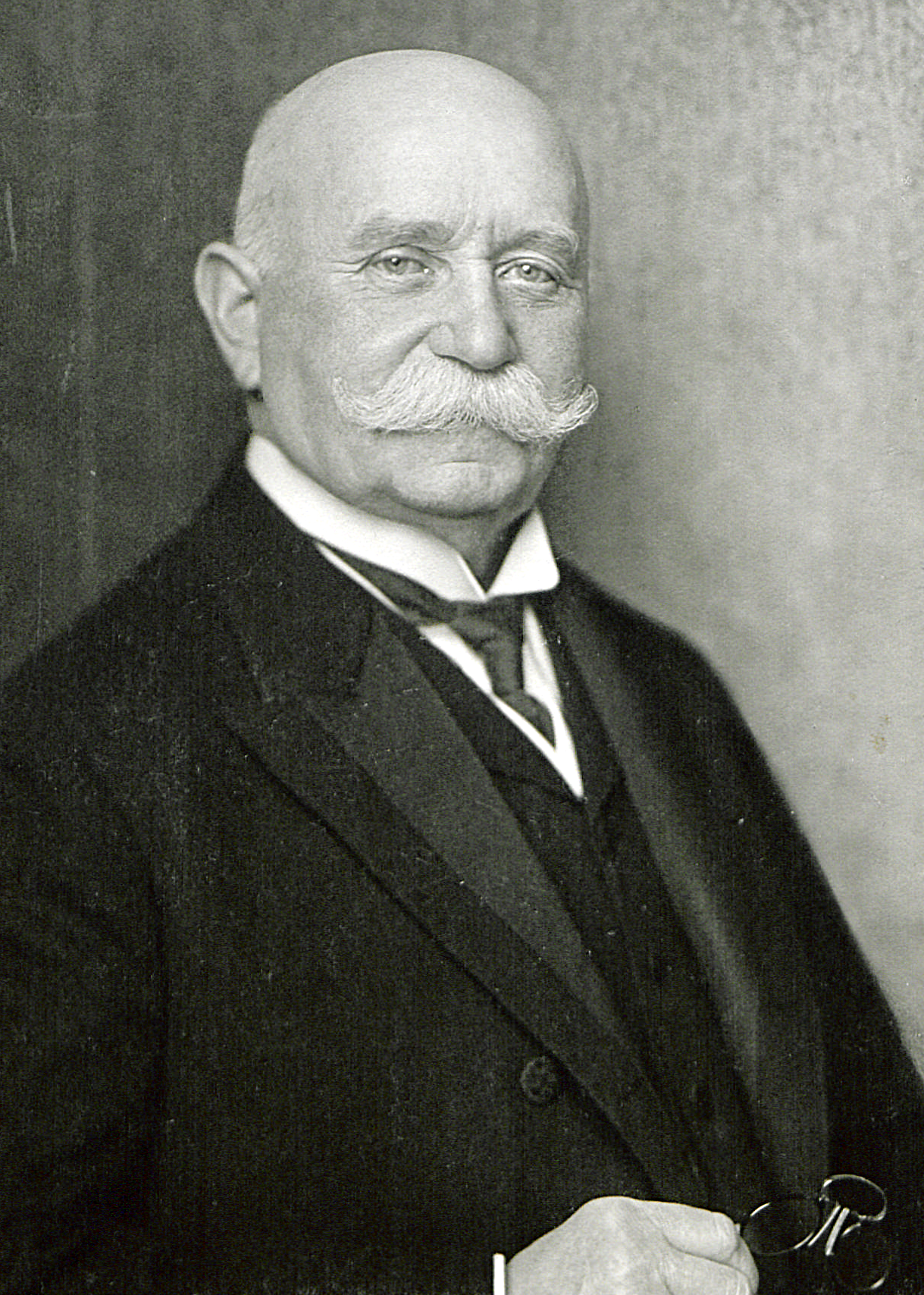
Ferdinand von Zeppelin

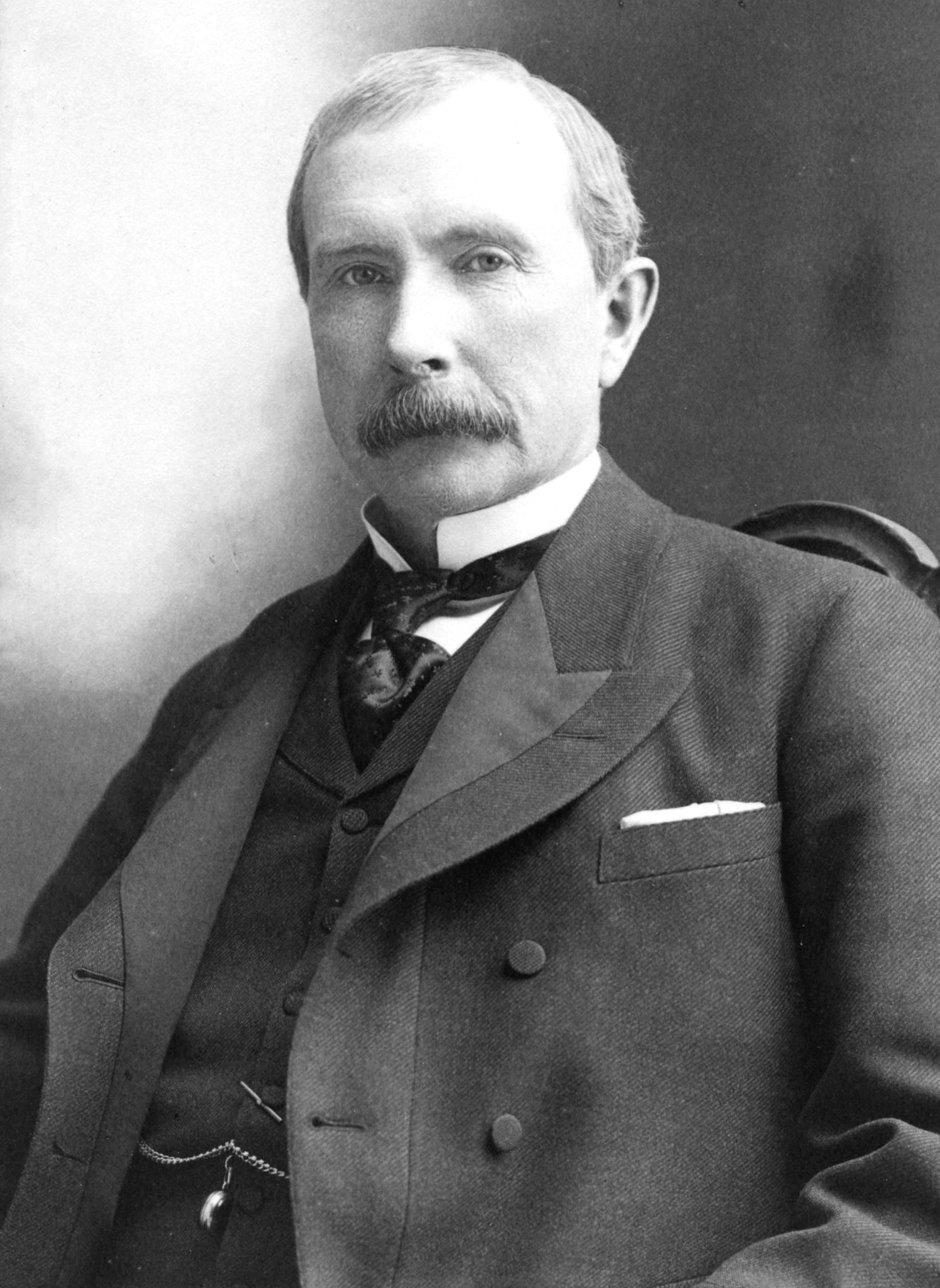
John Davison Rockefeller

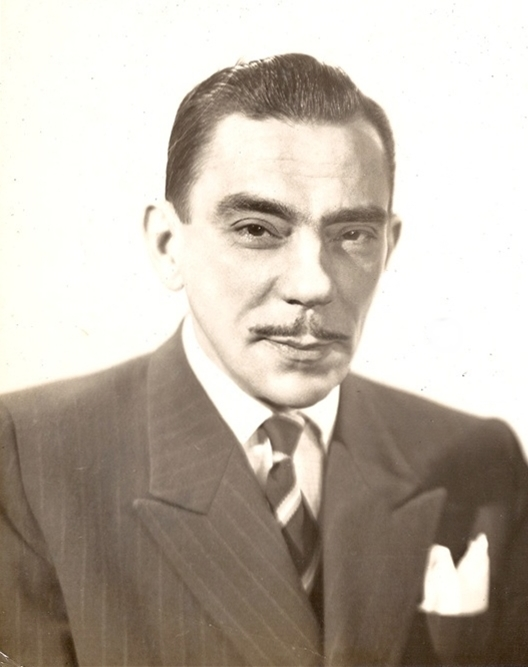
Procópio Ferreira

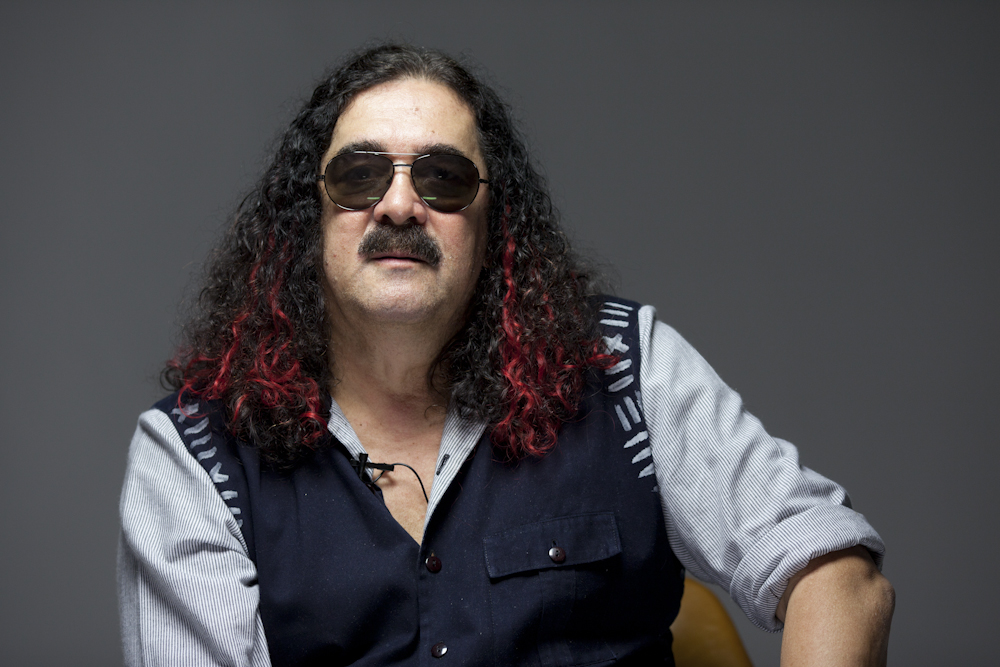
Moraes Moreira

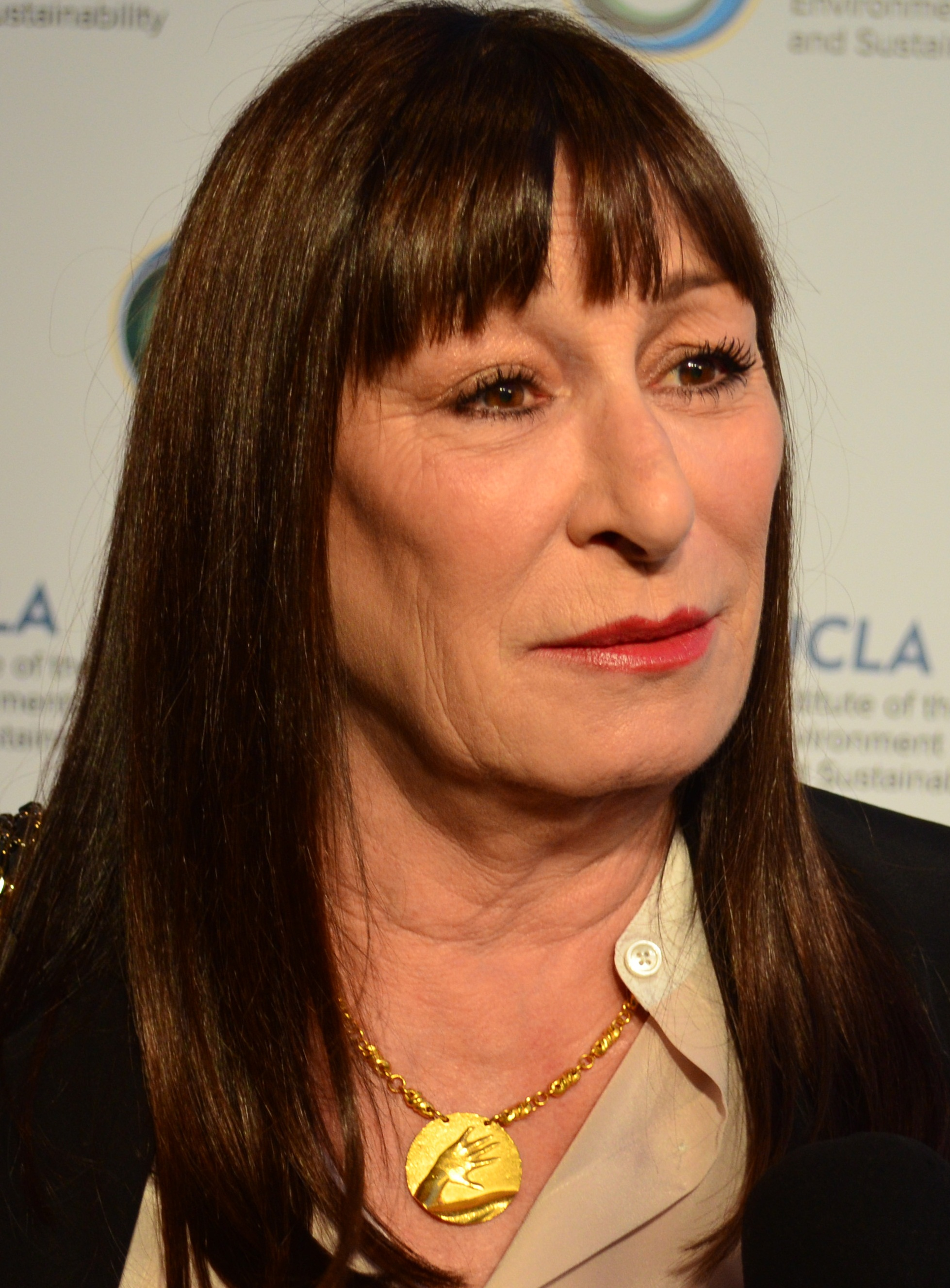
Anjelica Huston

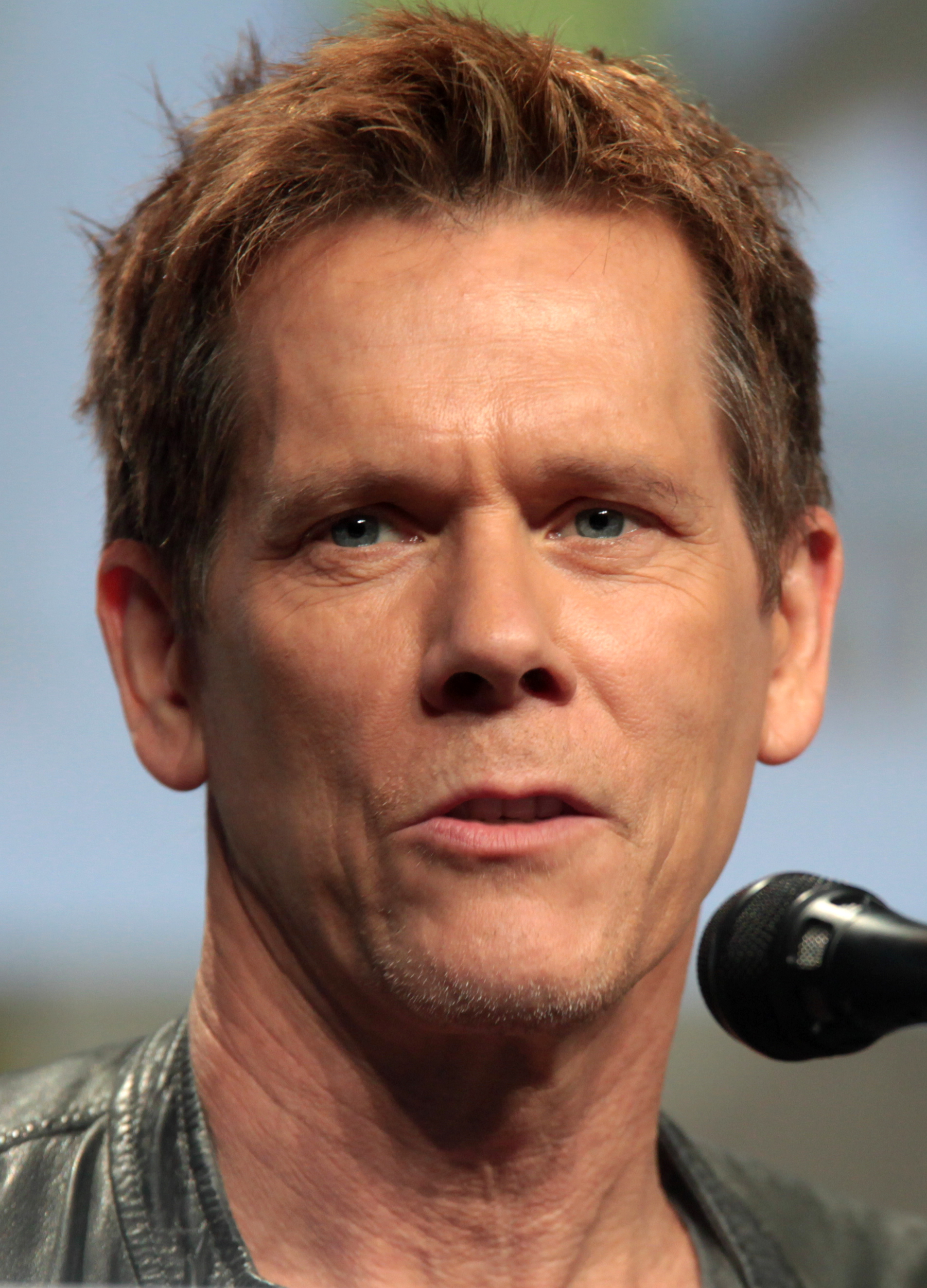
Kevin Bacon

### Anteriores ao século XIX
- 1478 — Gian Giorgio Trissino, linguista, poeta e dramaturgo italiano (m. 1550).
- 1528 — Emanuel Felisberto, Duque de Saboia (m. 1580).
- 1538 — Alberto Bolognetti, cardeal católico romano (m. 1585).
- 1545 — Carlos, Príncipe das Astúrias (m. 1568).
- 1593 — Artemisia Gentileschi, pintora italiana (m. 1653).
- 1621 — Jean de La Fontaine, fabulista francês (m. 1695).
- 1647 — Frances Stewart, Duquesa de Richmond, nobre inglesa (m. 1702).
- 1726 — John Berkenhout, naturalista, escritor e físico britânico (m. 1791).
- 1792 — Teresa de Saxe-Hildburghausen, rainha da Baviera (m. 1854).

### Século XIX
- 1803 — Karl Gützlaff, missionário protestante e escritor alemão (m. 1851).
- 1808
  - George Robert Gray, ornitólogo britânico (m. 1872).
  - Mindon Min, rei birmanês (m. 1872).
- 1826
  - Friedrich Chrysander, musicólogo e editor musical alemão (m. 1901).
  - Laurindo Rabelo, médico e escritor brasileiro (m. 1864).
- 1827 — Pedro II, Grão-Duque de Oldemburgo (m. 1900).
- 1829 — Ponson du Terrail, escritor francês (m. 1871).
- 1830 — Alexandra Iosifovna (Alexandra de Saxe-Altemburgo), grã-duquesa de Rússia (m. 1911).
- 1831 — John Pemberton, farmacêutico estadunidense (m. 1888).
- 1836 — Joseph Chamberlain, empresário e político britânico (m. 1914).
- 1838 — Ferdinand von Zeppelin, conde e inventor alemão (m. 1917).
- 1839 — John D. Rockefeller, industrial e filantropo estadunidense (m. 1937).
- 1840 — Manuel de Arriaga, político português (m. 1917).
- 1846 — Clotilde de Saxe-Coburgo-Koháry (m. 1927).
- 1851 — Arthur Evans, arqueólogo britânico (m. 1941).
- 1860 — Adolf Wild von Hohenborn, militar alemão (m. 1925).
- 1867 — Käthe Kollwitz, escritora, desenhista e pintora alemã (m. 1945).
- 1873 — Carl Vaugoin, político austríaco (m. 1949).
- 1876 — Aléxandros Papanastasíu, político grego (m. 1936).
- 1882 — Percy Grainger, compositor australiano (m. 1961).
- 1889 — Eugene Pallette, ator estadunidense (m. 1954).
- 1890
  - Ödön Téry, ginasta húngaro (m. 1981).
  - Walter Hasenclever, dramaturgo e poeta alemão (m. 1940).
- 1892
  - Richard Aldington, poeta britânico (m. 1962).
  - Torsten Carleman, matemático sueco (m. 1949).
- 1893 — Fritz Perls, psicólogo alemão (m. 1970).
- 1898 — Procópio Ferreira, ator e diretor teatral brasileiro (m. 1979).
- 1900 — George Antheil, compositor, pianista, escritor e inventor estadunidense (m. 1959).

### Século XX

#### 1901–1950
- 1904 — Henri Cartan, matemático francês (m. 2008).
- 1906 — Philip Johnson, arquiteto estadunidense (m. 2005).
- 1908
  - Louis Jordan, saxofonista estadunidense (m. 1975).
  - Marcel Pinel, futebolista francês (m. 1968).
  - Nelson Rockefeller, político estadunidense (m. 1979).
- 1912 — Ed Czerkiewicz, futebolista estadunidense (m. 1946).
- 1913 — Bill Thompson, cantor, dublador e ator de rádio estadunidense (m. 1971).
- 1914 — Billy Eckstine, cantor estadunidense (m. 1993).
- 1917 — Pamela Brown, atriz britânica (m. 1975).
- 1919 — Walter Scheel, político alemão (m. 2016).
- 1920
  - Godtfred Kirk Christiansen, industrial dinamarquês (m. 1995).
  - Orlando Orfei, empresário circense e domador de animais italiano (m. 2015).
- 1921 — Edgar Morin, filósofo, escritor e antropólogo francês.
- 1923 — Didier Anzieu, psicanalista francês (m. 1999).
- 1926
  - John Dingell, político e advogado estadunidense (m. 2019).
  - David Malet Armstrong, filósofo australiano (m. 2014).
- 1928 — Finn Haunstoft, canoísta dinamarquês (m. 2008).
- 1929 — Audálio Dantas, jornalista brasileiro (m. 2018).
- 1930 — John Calley, produtor de cinema norte-americano (m. 2011).
- 1934 — Marty Feldman, ator e comediante britânico (m. 1982).
- 1935
  - Robert Dineen, patinador artístico estadunidense (m. 1961).
  - Vitali Sevastyanov, cosmonauta soviético (m. 2010).
  - Steve Lawrence, cantor e ator estadunidense (m. 2024).
- 1936 — Aloysio Biondi, jornalista brasileiro (m. 2000).
- 1939 — Anatoli Grishin, canoísta russo (m. 2016).
- 1941
  - Bernard Van De Kerckhove, ciclista belga (m. 2015).
  - Isabel Ribeiro, atriz brasileira (m. 1990).
- 1942 — Louis Schweitzer, empresário francês
- 1943 — Ri Chun-hee, jornalista norte-coreana.
- 1944
  - Jeffrey Tambor, ator estadunidense.
  - William H. Pitsenbarger, militar norte-americano (m. 1966).
- 1945 — Micheline Calmy-Rey, política suíça.
- 1947
  - Moraes Moreira, cantor e compositor brasileiro (m. 2020).
  - Samuel Edward Konkin 3.º, anarcocapitalista canadense (m. 2004).
- 1948 — Márcio Montarroyos, músico brasileiro (m. 2007).
- 1949
  - Wolfgang Puck, chef de cozinha austríaco.
  - Christina Heinich, ex-atleta alemã.

#### 1951–2000
- 1951 — Anjelica Huston, atriz estadunidense.
- 1952
  - Marianne Williamson, escritora estadunidense.
  - Nacho Martínez, ator espanhol (m. 1996).
  - Mary Ellen Trainor, atriz estadunidense (m. 2015).
- 1955
  - José Alvarenga Júnior, diretor de televisão e cinema brasileiro.
  - Lena Endre, atriz sueca.
- 1956 — Jean-René Bernaudeau, ex-ciclista francês.
- 1957 — Françoise Forton, atriz brasileira (m. 2022).
- 1958
  - Kevin Bacon, ator estadunidense.
  - Tsipora Livni, política e jurista israelense.
- 1959
  - Robert Knepper, ator estadunidense.
  - André Azevedo, ex-motociclista e ex-piloto de ralis brasileiro.
- 1961
  - Toby Keith, cantor e compositor estadunidense (m.2024).
  - Andrew Fletcher, músico britânico (m. 2022).
- 1962 — Joan Osborne, cantora e compositora estadunidense.
- 1965
  - Corey Parker, ator estadunidense.
  - Lee Tergesen, ator estadunidense.
  - Hassan Nader, ex-futebolista marroquino.
  - Ahmed El-Kass, ex-futebolista egípcio.
- 1967 — Michael B. Silver, ator norte-americano.
- 1968
  - Michael Weatherly, ator estadunidense.
  - Billy Crudup, ator estadunidense.
- 1969 — Sugizo, músico, escritor e ativista japonês.
- 1970
  - Beck Hansen, cantor estadunidense.
  - Todd Martin, ex-tenista estadunidense.
- 1971 — Amanda Peterson, atriz estadunidense (m. 2015).
- 1972
  - Viorel Moldovan, ex-futebolista romeno.
  - Amir Abdou, treinador de futebol francês.
- 1973 — Valerii Zaluzhnyi, militar e diplomata ucraniano.
- 1974
  - Vincenzo Sicignano, ex-futebolista italiano.
  - Adenis Roberto de Oliveira, bispo católico brasileiro.
  - Dragoslav Jevrić, ex-futebolista montenegrino.
  - Andrejs Štolcers, ex-futebolista e treinador de futebol letão.
- 1975
  - Javier Delgado, ex-futebolista uruguaio.
  - Elias Viljanen, músico finlandês.
  - Régis Laconi, ex-motociclista francês.
- 1976
  - Rodrigo Beckham, ex-futebolista brasileiro.
  - Talal El Karkouri, ex-futebolista e treinador de futebol marroquino.
- 1977
  - Christian Abbiati, ex-futebolista italiano.
  - Tania Khalill, atriz brasileira.
  - David Kannemeyer, ex-futebolista sul-africano.
  - Milo Ventimiglia, ator estadunidense.
- 1978 — Patrícia Vasconcellos, jornalista brasileira.
- 1979 — Alejandro Moreno, ex-futebolista venezuelano.
- 1980
  - Robbie Keane, ex-futebolista e treinador de futebol irlandês.
  - Mariusz Fyrstenberg, ex-tenista polonês.
  - Saud Khariri, ex-futebolista saudita.
- 1981
  - Anastasia Myskina, ex-tenista russa.
  - Ashley Blue, atriz estadunidense de filmes eróticos.
  - Andy Gillet, ator e modelo francês.
  - Lidiane Shayuri, jornalista brasileira.
- 1982
  - Sophia Bush, atriz estadunidense.
  - Galvão, ex-futebolista brasileiro.
  - Miguel Thiré, ator brasileiro.
- 1983
  - Petra Costa, cineasta brasileira.
  - Musaed Neda, futebolista kuwaitiano.
  - Jaroslav Janiš, automobilista tcheco.
- 1984
  - Daniella Sarahyba, modelo brasileira.
  - Alexis Dziena, atriz estadunidense.
  - Brima Koroma, ex-futebolista serra-leonês.
- 1985
  - Romuald Boco, ex-futebolista beninense.
  - Jamie Cook, músico britânico.
  - Albert Saritov, lutador russo.
  - Azizbek Haydarov, ex-futebolista uzbeque.
- 1986
  - Cássio, ex-futebolista brasileiro.
  - Renata Costa, ex-futebolista brasileira.
  - Rafael Souza, ex-futebolista brasileiro.
  - Jake McDorman, ator estadunidense.
  - Diogo Silva, futebolista brasileiro.
  - Kaiane Aldorino, modelo e política britânica.
- 1987 — Juan Carlos Paredes, futebolista equatoriano.
- 1988
  - Miki Roqué, futebolista espanhol (m. 2012).
  - Ahmed Januzi, futebolista kosovar.
- 1989 — Emma Kimiläinen, automobilista finlandesa.
- 1990
  - Wilson Eduardo, futebolista português-angolano.
  - Kevin Trapp, futebolista alemão.
- 1991
  - Virgil van Dijk, futebolista neerlandês.
  - Giuliano Laffayete, ator brasileiro.
- 1992
  - Sky Ferreira, cantora e compositora estadunidense.
  - Park Kyung, cantor e rapper sul-coreano.
  - Norman Nato, automobilista francês.
  - Jasmin Duehring, ciclista canadense.
  - Yano, futebolista angolano.
  - Francisco Calvo, futebolista costarriquenho.
  - Son Heung-min, futebolista sul-coreano.
- 1993 — Ergys Kaçe, futebolista albanês.
- 1994
  - Bakhodir Jalolov, pugilista uzbeque.
  - Phil Bauhaus, ciclista alemão.
- 1996 — Angela Lee, lutadora canadense de artes marciais mistas.
- 1997
  - Yuan Yuxuan, atriz chinesa.
  - Rico Henry, futebolista britânico.
  - Kevin Inkelaar, ciclista neerlandês.
  - Siraphop Manithikhun, ator e modelo tailandês.
- 1998
  - Jaden Smith, ator, dançarino, artista marcial e cantor estadunidense.
  - Yann Karamoh, futebolista marfinense.
  - Maya Hawke, atriz e cantora estadunidense.
- 1999
  - Erik Sorga, futebolista estoniano.
  - Luciano Palonsky, jogador de vôlei argentino.
- 2000 — Benjamin Stockham, ator norte-americano.

### Século XXI
- 2001 — Riele Downs, atriz canadense.

## Mortes

### Anteriores ao século XIX
- 0810 — Pepino de Itália (n. 773).
- 0885 — Papa Adriano III (n. 835).
- 0975 — Edgar de Inglaterra (n. 943).
- 1153 — Papa Eugênio III (n. 1080).
- 1390 — Alberto da Saxônia, filósofo e cientista alemão (n. 1316).
- 1521 — Jorge Álvares, explorador português (n. ?).
- 1538 — Diego de Almagro, o Velho, militar espanhol (n. 1475).
- 1583 — Fernão Mendes Pinto, aventureiro e explorador português (n. 1509).
- 1623 — Papa Gregório XV (n. 1554).
- 1695 — Christiaan Huygens, matemático e astrônomo neerlandês (n. 1629).

### Século XIX
- 1850 — Adolfo, Duque de Cambridge (n. 1774).
- 1859 — Oscar 1.º da Suécia (n. 1799).
- 1873 — Franz Xaver Winterhalter, pintor alemão (n. 1805).

### Século XX
- 1943 — Jean Moulin, político e resistente antinazista francês (n. 1899).
- 1967 — Vivien Leigh, atriz britânica (n.  1913).
- 1990 — Amélia Rey Colaço, encenadora e atriz portuguesa (n. 1898).
- 1991 — James Franciscus, ator norte-americano (n. 1934).
- 1994
  - Kim Il-sung, político norte-coreano (n. 1912).
  - Dick Sargent, ator norte-americano (n. 1930).
- 1995 — Edmondo Fabbri, futebolista e treinador de futebol italiano (n. 1921).
- 1996 — Alberto, duque da Baviera (n. 1906).
- 1997 — Dick van Dijk, futebolista neerlandês (n. 1946).
- 1998 — Dušan Vukotić, cineasta bósnio (n. 1927).
- 1999
  - Elemér Terták, patinador artístico húngaro (n. 1918).
  - Jayme Caetano Braun, poeta brasileiro (n. 1924).

### Século XXI
- 2001
  - Ernst Baier, patinador artístico alemão (n. 1905).
  - Rolim Adolfo Amaro, aviador e empresário brasileiro (n. 1942).
- 2002
  - Patativa do Assaré, poeta e compositor brasileiro (n. 1909).
  - Ward Kimball, animador e trombonista americano (n. 1914).
- 2003 — Tarcísio Burity, político, escritor e jurista brasileiro (n. 1938).
- 2004 — Henrique Mendes, apresentador de televisão português (n. 1931).
- 2006 — June Allyson, atriz e cantora estadunidense (n. 1917).
- 2007
  - Alemão, futebolista brasileiro (n. 1984).
  - Floribert Bwana Chui, servidor público congolês (n. 1981).
- 2010 — Melvin Turpin, jogador de basquete estadunidense (n. 1960).
- 2011
  - Roberts Blossom, ator e poeta americano (n. 1924).
  - Betty Ford, primeira-dama dos Estados Unidos (n. 1918).
  - Billy Blanco, arquiteto, compositor e músico brasileiro (n. 1924).
- 2012
  - Ernest Borgnine, ator americano (n. 1917).
  - José Roberto Bertrami, cantor, músico e arranjador musical brasileiro (n. 1946).
- 2013
  - Edmund Morgan, historiador e escritor americano (n. 1916).
  - Claudiney Rincón, futebolista brasileiro (n. 1980).
- 2014 — Plínio de Arruda Sampaio, advogado e político brasileiro (n. 1930).
- 2015 — Ken Stabler, jogador de futebol e locutor esportivo americano (n. 1945).
- 2017
  - Nelsan Ellis, ator e dramaturgo norte-americano (n. 1977).
  - Elsa Martinelli, atriz italiana (n. 1935).
- 2018
  - Tab Hunter, ator, cantor pop, produtor de cinema e escritor americano (n. 1931).
  - Frank Ramsey, jogador de basquete estadunidense (n. 1931).
- 2020
  - Naya Rivera, atriz, modelo e cantora estadunidense (n. 1987).
  - Alex Pullin, snowboarder australiano (n. 1987).
- 2022
  - Shinzo Abe, político japonês (n. 1954).
  - Luis Echeverría, advogado e político mexicano (n. 1922).
  - José Eduardo dos Santos, político angolano (n. 1942).
  - Tony Sirico, ator americano (n. 1942).
  - Gregory Itzin, ator norte-americano (n. 1948).

## Feriados e eventos cíclicos

### Mundo
- Dia Mundial da Alergia
- Dia Internacional do Sacolé

### Brasil
- Dia do Padeiro
- Dia Nacional da Ciência
- Dia Nacional do Pesquisador Científico
- Dia da Bandeira da cidade do Rio de Janeiro
- Dia da Emancipação do Estado de Sergipe
- Aniversário do município de Dois Riachos - Alagoas
- Aniversário do município de Ouro Preto - Minas Gerais
- Aniversário do município de Cipó - Bahia
- Aniversário do município de Floriano - Piauí
- Aniversário da cidade de Treviso - Santa Catarina

### Portugal
- Feriado Municipal de Amarante e Chaves

### Cristianismo
- Edgar de Inglaterra
- Floribert Bwana Chui
- João Schiavo
- Pancrácio de Taormina
- Papa Adriano III
- Papa Eugênio III
- Priscila e Áquila
- Procópio de Citópolis
- Teobaldo de Marly

## Outros calendários
- No calendário romano era o 8.º dia (VIII) antes dos idos de julho.
- No calendário litúrgico tem a letra dominical G para o dia da semana.
- No calendário gregoriano a epacta do dia é xix.